# Marta Rodrigues
Marta Rodrigues Sousa de Brito Costa (Aiquara, 20 de junho de 1959) é uma professora e política brasileira filiada ao Partido dos Trabalhadores (PT). Formada em Letras pela Universidade Católica de Salvador e especialista em Políticas Públicas pela Universidade Estadual de Campinas, é vereadora pelo terceiro mandato na Câmara de Vereadores de Salvador. Foi reconhecida como única parlamentar no prêmio Mulher Notável de Salvador.

## Vida pessoal
É irmã do governador da Bahia, Jerônimo Rodrigues. Marta nasceu em Aiquara, interior da Bahia, e ingressou na política através de grêmios. No final da década de 1980, se filiou ao PT, foi presidente do partido e esteve na direção nacional e estadual. Em Salvador, participou de grupos de mulheres e organizações comunitárias enquanto assessora e ex-chefe de gabinete do ex-deputado federal Nelson Pelegrino.
Enquanto professora, ministrou aulas em cursinhos comunitários e foi do Conselho Universitário da Universidade Federal da Bahia.

## Política
Em 2008, se elegeu vereadora com 6.885 votos. Na eleição posterior, em 2012, perdeu as eleições com 5.048 votos. Em sua tentativa de retorno em 2016, logrou êxito com 6.646 votos E na reeleição em 2020, foi a vereadora mais votada do PT na cidade com 7.271 votos
Em seu retorno, foi responsável pela criação da Escola do Legislativo e propôs cooperação nacional com o Senado Federal Além disso, foi de sua autoria o projeto Escola Livre da Mordaça e defende a "pluralidade de ideias em sala de aula".
É autora do projeto Quero Meus Créditos, que pede fim da validade de 90 dias dos créditos adquiridos antecipadamente para passagens de ônibus de Salvador e Região Metropolitana. O projeto foi aprovado por unanimidade e contou com quase assinatura de 1% do eleitorado.. 
Foi apontada por lideranças nacionais e estaduais do Partido dos Trabalhadores como pré-candidata a Prefeita de Salvador em 2020. E candidata a deputada federal da Bahia pelo Partido dos Trabalhadores para as eleições de 2022, acabando não eleita.
Em meio a constantes queixas da população ao não encontrarem remédios em postos de saúde, apresentou um projeto que resultou na Lei Municipal nº 9.584/2021 que visa afixação de medicamentos de unidades de saúde de Salvador por meio on-line. Em 2023, a obrigatoriedade foi estabelecida para todo Brasil.
No ano de 2024, se posicionou contrariamente a política do prefeito Bruno Reis as pautas ambientais de construções de prédios próximo as praias, venda de imóveis públicos na cidade e apresentou projeto de lei para obrigar replantios de árvores em áreas públicas de Salvador a cada vez que houver supressão de vegetação e de árvores em Salvador.
Em entrevista recente, Marta confirmou a sua pré-candidatura à vereadora de Salvador para o ano de 2024. Confirmou o seu registro de candidatura para Vereadora de Salvador com o número 13456.

## Prêmios
- Prêmio Mulher Notável[2]
- Prêmio Maria Felipa[24]
- Destaque de Parlamentar da Bahia contra a Reforma da Previdência[25]